# Bình An, Thủ Thừa
Bình An là một xã thuộc huyện Thủ Thừa, tỉnh Long An, Việt Nam.

## Địa lý
Xã Bình An có vị trí địa lý:
- Phía đông giáp thị trấn Thủ Thừa
- Phía tây giáp xã Mỹ Thạnh
- Phía nam giáp các xã Mỹ Phú và Bình Thạnh
- Phía bắc giáp các xã Mỹ Thạnh và Tân Thành.

Xã có diện tích 10,52 km², dân số năm 1999 là 7.193 người, mật độ dân số đạt 684 người/km².

## Hành chính
Xã được chia thành 4 ấp: Vàm Kinh, An Hòa 1, An Hòa 2, Long Thạnh.

## Lịch sử
Xã Bình An được thành lập vào ngày 14 tháng 1 năm 1983 trên cơ sở tách một phần diện tích và dân số của xã Bình Phong Thạnh cũ.